# 아오가섬

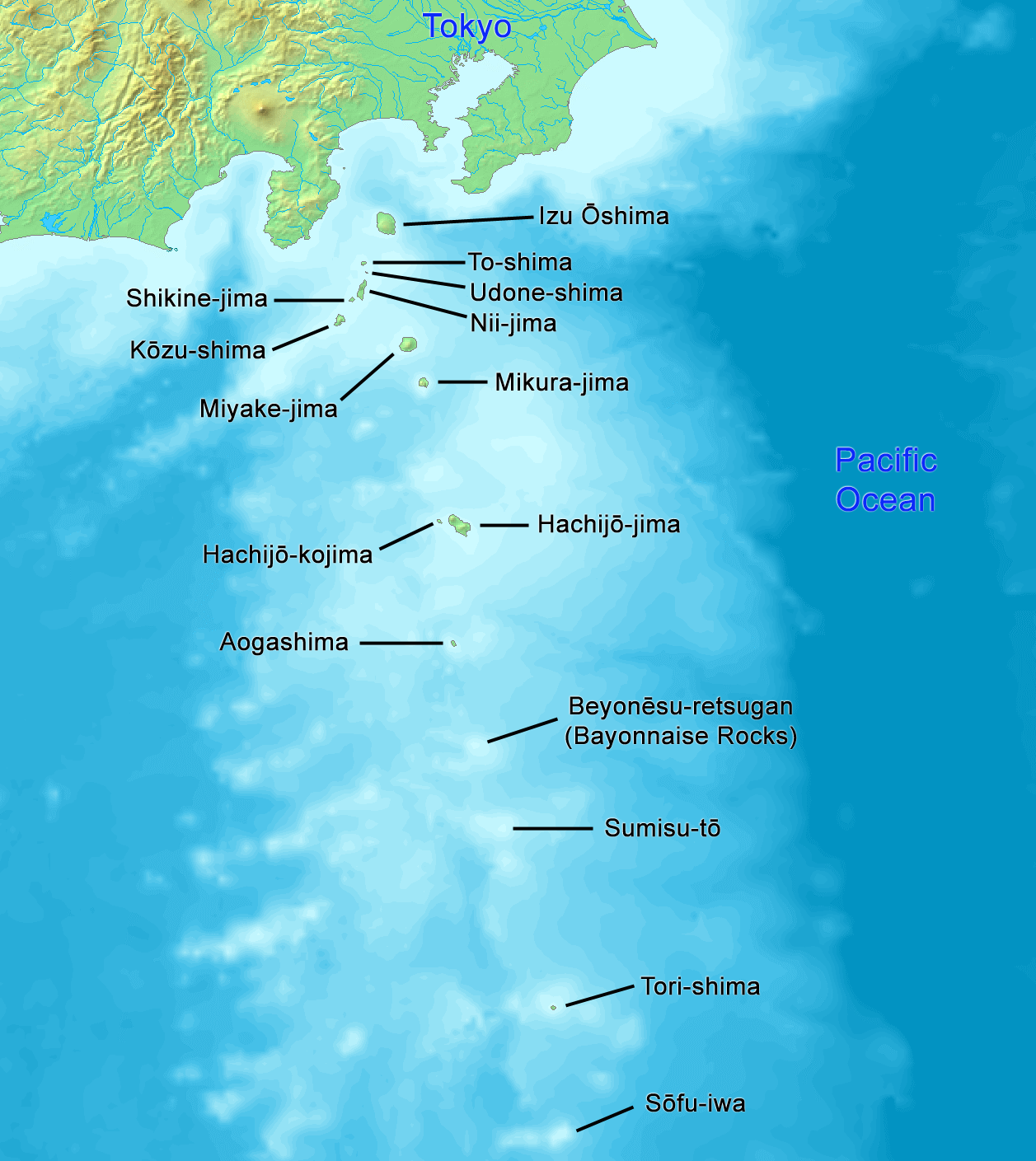
이즈 제도

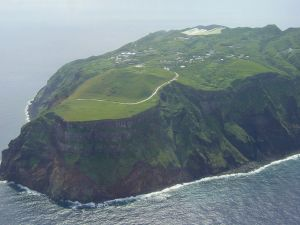
공중에서 본 아오가섬

아오가섬(일본어: 青ヶ島 아오가시마[*])는 이즈 제도의 화산섬으로 일본 도쿄도 정부가 관할한다. 도쿄에서 남쪽으로 358km, 하치조섬에서 남쪽으로 65km 떨어져있다. 아오가시마촌은 섬의 지방 정부 역할을 한다. 중심에 있는 화산에서는 아직도 증기가 나오며, 이 때문에 섬 안은 따뜻하다. 농민들이 이곳에서 거주하며, 그중 일부는 이곳에서 산다.
아오가 섬의 면적은 5.97km2이고 인구는 2008년 7월 1일 기준으로 약 220명이다. 섬은 후지하코네이즈 국립공원의 일부를 이룬다.
섬의 최고 지점은 가이린산으로 423m이다.

## 같이 보기
- 아오가시마촌